# Berca
Berca è un comune della Romania di 9 197 abitanti, ubicato nel distretto di Buzău, nella regione storica della Muntenia.
Il comune è formato dall'unione di 13 villaggi: Băceni, Berca, Cojanu, Joseni, Mănăstirea Rătești, Pâclele, Pleșcoi, Pleșești, Rătești, Sătuc, Țâțârligu, Valea Nucului, Viforâta.

## Il monastero di Răteşti
Il Monastero di Răteşti (Mănăstirea Răteşti) è ubicato nel villaggio omonimo. Si tratta di ua costruzione del XVII secolo eretta dalla famiglia di boiardi Dragomir, attestata in un atto di donazione di un terreno datato 6 maggio 1634.
Inizialmente destinato ad accogliere monaci, a causa della carenza di questi rimase deserto nel 1752 e venne nuovamente abitato nel 1760, ma questa volta da monache. Nel 2006 ci vivevano circa 75 monache.
La chiesa del monastero, costruita in uno stile intermedio tra il neoclassico e lo stile ecclesiastico locale, ospita numerose opere pittoriche eseguite nel 1843-1844 da Nicolae Teodorescu e dal nipote Gheorghe Tattarescu; il campanile, eretto nel 1854, fu ricostruito riducendone l'altezza a 18 m. dopo che quello originario era stato distrutto da un terremoto.
Il monastero include un museo, aperto nel 1975, ospita un'importante raccolta di libri e oggetti religiosi, tra cui molte icone su legno e su vetro. Il pezzo più pregiato della collezione è tuttavia una Bibbia multilingue, in greco, latino ed ebraico, del 1629.

## I vulcani di fango
Il comune di Berca ospita una riserva geologica e botanica denominata dei Vulcani di fango (in romeno Vulcanii noroioşi): su un'area di circa 30 ettari si trovano alcune piccole collinette a forma di vulcano create dalle eruzioni di gas e fango provenienti da una profondità di circa 3.000 m.

## Immagini dei vulcani di fango

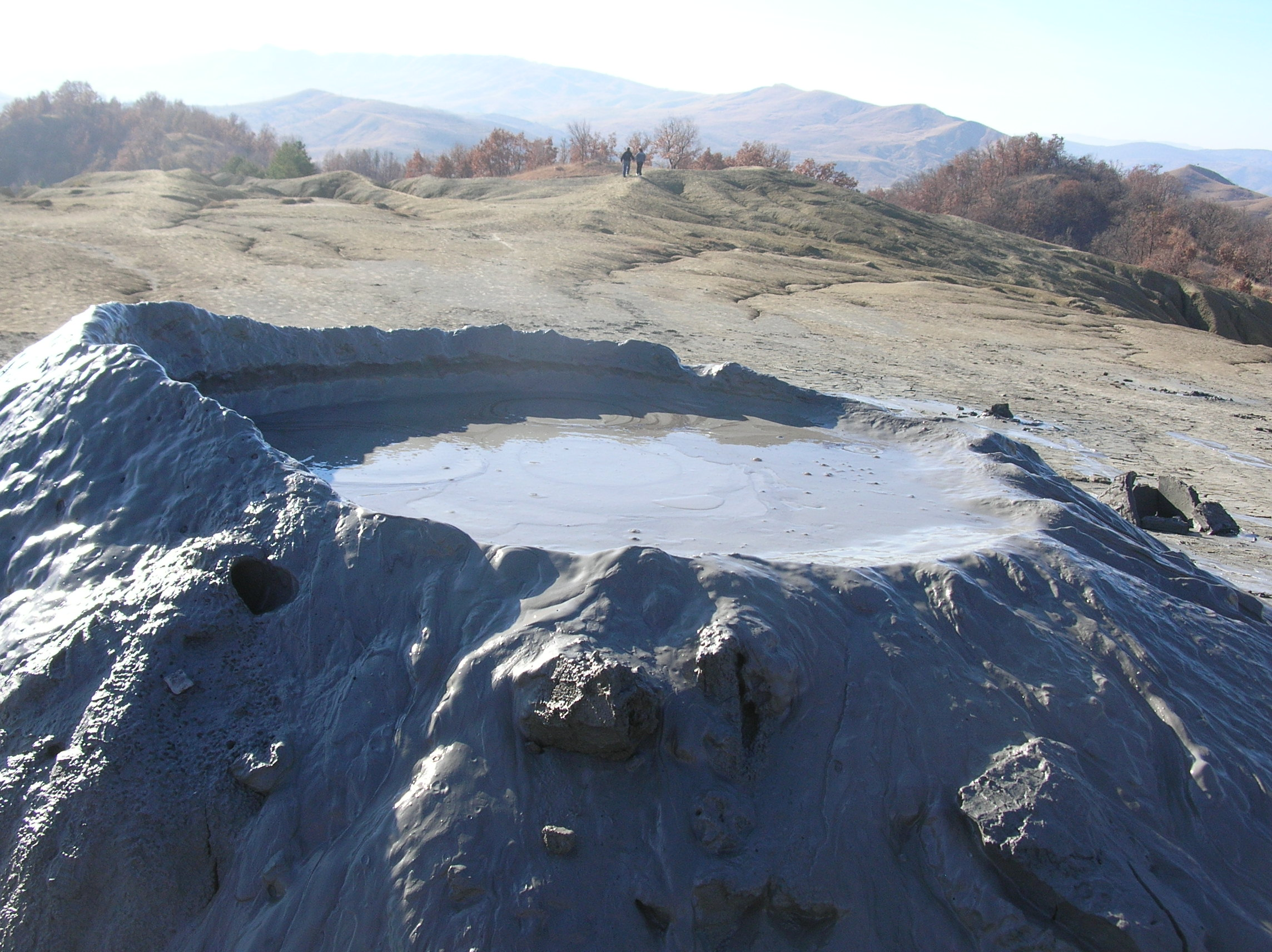
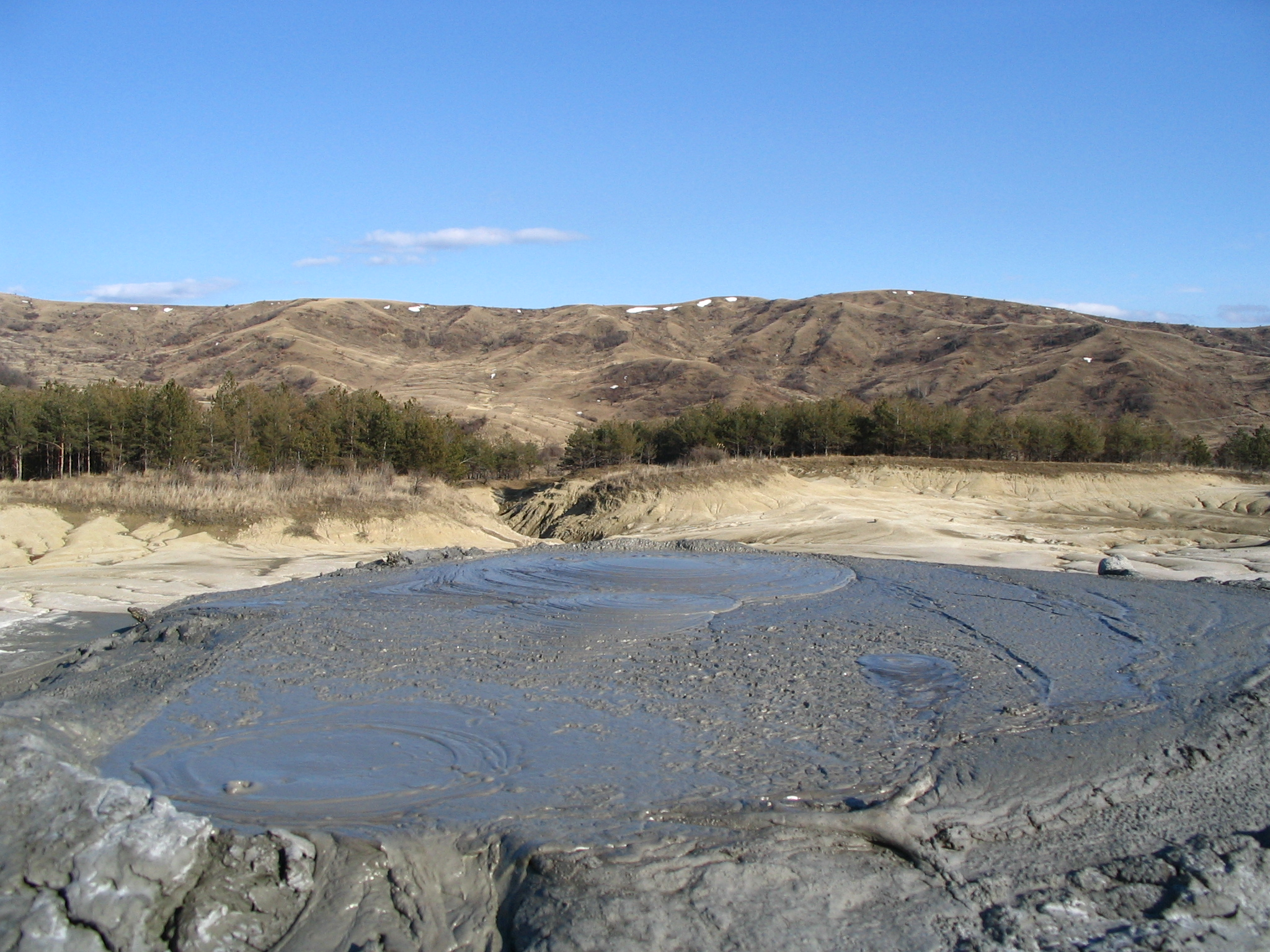
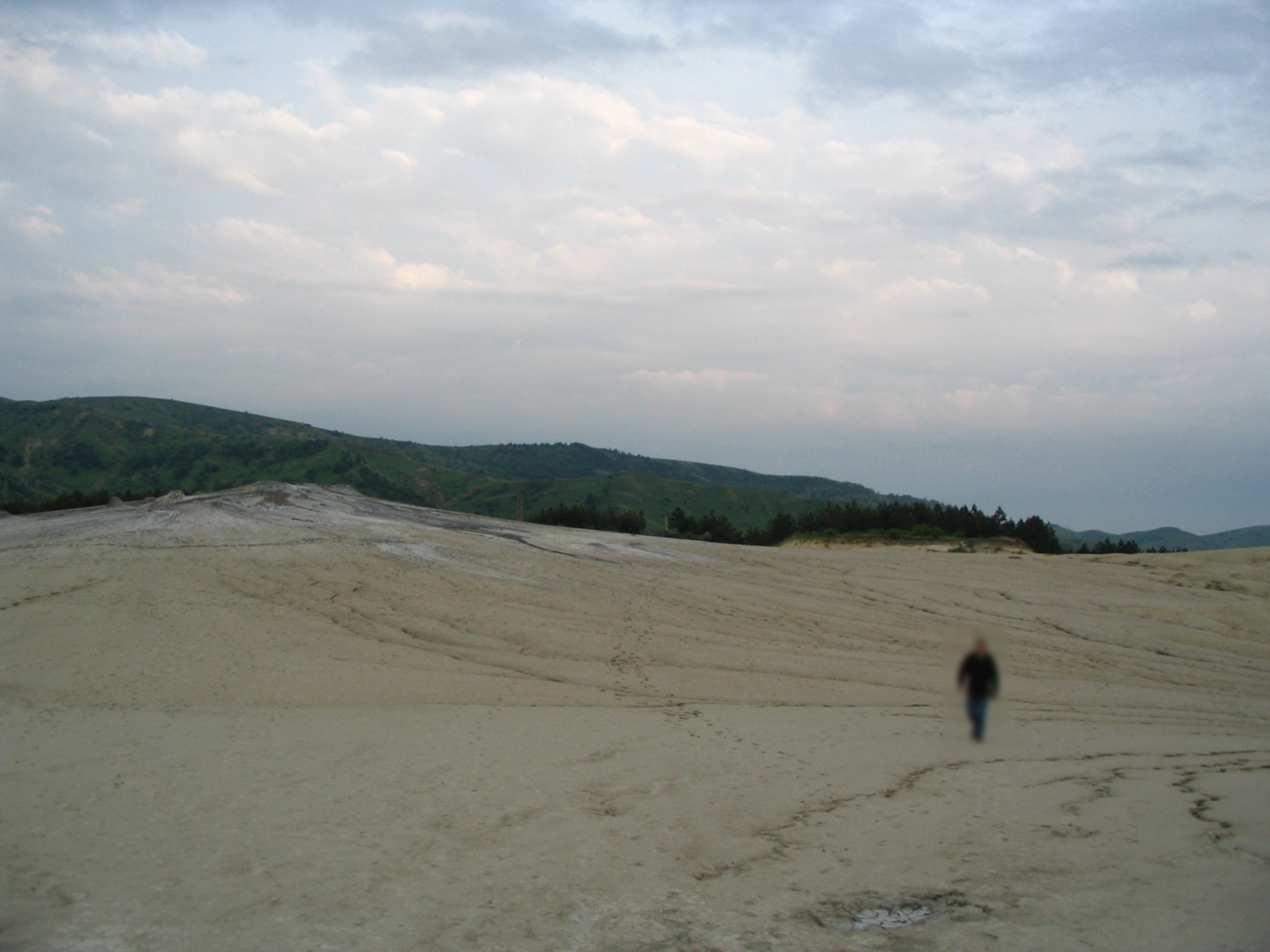